# Дубоки Дол
Дубоки Дол је насељено мјесто у општини Грачац, југоисточна Лика, Република Хрватска.

## Географија
Дубоки Дол је удаљен око 35 км југоисточно од Грачаца.

## Историја
Дубоки Дол се од распада Југославије до августа 1995. године налазио у Републици Српској Крајини.

## Становништво
Према попису становништва из 2011. године, насеље Дубоки Дол није имало становника.
| Националност       | 1991. | 1981. | 1971. | 1961. |
| Срби               | 32    | 61    | 94    | 122   |
| Југословени        |       | 3     |       |       |
| Муслимани          |       |       | 3     |       |
| остали и непознато |       |       |       | 2     |
| Укупно             | 32    | 64    | 97    | 124   |

| Демографија | Демографија | Демографија |
| Година      | Становника  | Становника  |
| ----------- | ----------- | ----------- |
| 1961.       | 124         |             |
| 1971.       | 97          |             |
| 1981.       | 64          |             |
| 1991.       | 32          |             |
| 2001.       | 0           |             |
| 2011.       | 0           |             |